# 东升泡
东升泡是一个位于中国吉林省大安县的湖泊，面积约为3.76平方千米，蓄水量约为1000万立方米。